# Emesis lupina
Emesis lupina is een vlindersoort uit de familie van de prachtvlinders (Riodinidae), onderfamilie Riodininae.
Emesis lupina werd in 1886 beschreven door Godman & Salvin.